# 別冊宝島 (映画関連)
本項では、『別冊宝島』の映画関連のムックについて記述する。

## このビデオを見ろ!
1988年から1989年にかけて刊行されていたムックシリーズ。
レンタルビデオが本格的に普及し始めたバブル絶頂期に出版された本。町山智浩が関わっていた。のちに青春映画版も出版された。各界の（マイナーな）著名人が寄稿している。ラインナップは、洋画、とくにニューシネマ以降のアメリカ映画が中心である。久保田明による、ロジャー・コーマンと彼が発掘した華麗なる人脈（スコセッシ、デ・パルマ、ジョナサン・カプラン、ジョナサン・デミなど）についての記事「ロジャー・コーマンのＢ級映画学校　AIP、ニューワールド 卒業生名簿」も出色。

### 寄稿者とその内容
- 中村有志（ゆうじ名義のころ）：スティーブ・マーティンの『オール・オブ・ミー』についての談話。
- 田口トモロヲ：デニス・ホッパーについて
- 宮沢章夫：ニール・サイモンについて
- 一色伸幸：メル・ブルックスについて
- ケラ：モンティ・パイソンについて
- 利重剛：ジョージ・ロイ・ヒルの『スローターハウス5』について
- サエキけんぞう：キューブリックとテリー・ギリアムについて
- 鈴木慶一：ロベール・アンリコ監督、ブリジット・バルドー主演の『ラムの大通り』
- 三留まゆみ：ブライアン・デ・パルマについて

### その他、紹介された作品、人物
- ケン・ラッセルの『ボーイフレンド』
- ジャック・ニコルソンの脚本作品『白昼の幻想』
- マーティン・スコセッシの『明日に処刑を』
- プライベート・ベンジャミン
- ミッキー・ロークの『ランブル・フィッシュ』
- トニー・リチャードソン監督、『ファントム・オブ・パラダイス』でスワンを演じた音楽家ポール・ウィリアムス助演の『ラブド・ワン』

浅尾敦則による、アメリカ文学と映画、アメリカの人種問題と映画との関連についての論稿「ビデオで観る映画と戦後アメリカ文学」で、マット・ディロンとエリザベス・マクガヴァン出演の『ネイティブ・サン』や劇作家のデヴィッド・マメットのことも書かれた。

## 異人たちのハリウッド
町山智浩が関わった。のちに洋泉社より再刊。

### 内容
まず冒頭にシカゴ出身のデーブ・スペクターのインタビューが載っている。シカゴのセカンドシティ劇団に在籍していたときのことや、多民族的だった学校時代の思い出が語られる。TAMAYOの漫談はステレオタイプすぎるしネタも古い、との批判があった。
また、映画でよく扱われる「ユダヤ人」についてアーサー・ケストラーの著書などを参照としながら定義されている章もあった。その定義によると、アイルランド的な苗字のハリソン・フォードはユダヤ人が母親だからユダヤ人であり、ユダヤ的な苗字のポール・ニューマンは父がユダヤ人だが母はそうではないのでユダヤ人ではない、ということになる。その一方、「そのほうがチャレンジング（挑戦的）な人生になるから」ユダヤ人であると公表するポール・ニューマンの姿勢が紹介されてもいる。ゴールディ・ホーンは、父はWASPのエスタブリッシュメントだが、ホーン自身は母方のユダヤ人のほうにアイデンティティを求めた、とされている。
ウィリアム・ハートはWASPの戯画を演じていると評された。
ポーランド人は愚直で不潔だ、というポーランド人ジョークのことも紹介されており、『パンチライン』のポーランド人ネタも紹介されている。スペクターも、上述のインタビューでポーランド人ネタは、「言ったら失礼というより古くて笑えない」と語っている。
スパイク・リー論もあった。「『ジャングル・フィーバー』は感性が古い。リーはもっと速く走れるナイキを持つべきだ」との評価があった。

### 備考
同シリーズに『怪獣学・入門！』『地獄のハリウッド』がある。このシリーズは洋泉社の『映画秘宝』へとつながった。

## この映画がすごい!
20世紀末に何冊かのムック・シリーズが出て、月刊誌に発展して現在に至る。